# エドヴィン・ティール
エドヴィン・ティール（ドイツ語: Edwin Thiel、1913年6月19日 - 1944年7月14日）は、ドイツの軍人。最終階級は空軍大尉。

## 経歴
第二次世界大戦では総出撃数300回、総撃墜数76機を記録したエース・パイロットとして知られる。大戦中は第52戦闘航空団と第51戦闘航空団に属した。
1944年7月14日にソヴィエトとの戦闘で撃墜され戦死した。

## 叙勲
- パイロット章
- 空軍前線飛行章
- 空軍名誉杯 (1942年6月15日)[1]
- 鉄十字章
  - 二級鉄十字勲章1939年章
  - 一級鉄十字勲章1939年章
- ドイツ十字章
  - ドイツ十字章金章 (1942年9月9日)[2]
- 騎士鉄十字章
  - 騎士鉄十字章 (1943年4月16日)[3][注釈 1]